# ياروسلاف فولكوف (لاعب كرة قدم)
ياروسلاف فولكوف (1 يونيو 1989 - ) هو لاعب كرة قدم روسي في مركز الدفاع. لعب مع FC Khimik Dzerzhinsk ‏.